# Mugil platanus
Mugil platanus är en fiskart som beskrevs av Günther, 1880. Mugil platanus ingår i släktet Mugil och familjen multfiskar. Inga underarter finns listade i Catalogue of Life.